# 田中健二郎
田中 健二郎（たなか けんじろう、英: Kenjiro Tanaka、1934年1月3日 - 2007年12月29日）は、日本の元オートレース選手、レーシングライダー、レーシングドライバー。福岡県出身。

## 略歴

### オートレース時代
1950年代よりオートレース選手として活躍。数年の下積みを経て「逆ハンの健二郎」の異名を取る人気ライダーとなる。しかし川口オートレース場にて1957年9月26日に発生した、騒擾事件の原因となる八百長事件に関与していたとされ、オートレース界から事実上追放された。
オートレース選手時代の主な獲得タイトルは、川口オートレース場における1956年の4周年、同1957年の4周年記念にあたる開設記念グランプリ、1957年の浜松オートレース場開場1周年記念・ゴールデンレースがある（いずれも現在、オートレースの格付けではGIの開催）。

### 二輪レーサー時代
その後ホンダのワークス・チームに加入。浅間火山レースなどで活躍する。
1960年にホンダワークスライダーとしてロードレース世界選手権（世界GP）にデビュー。西ドイツGP（ゾリチュード）250ccクラスに出場し、世界GP初出場で3位に入賞した。日本人として初、ホンダとしても初の世界GP表彰台（3位以内入賞）だった。田中と共に世界GPに初出場したホンダワークスの高橋国光は、「自分は世界の舞台でどう走っていいか分からず茫然自失の状態だった。海外のチャンピオンに混じって3位に入った健二郎さんは天才」と絶賛している。
しかし西ドイツGPの直後のアルスターGPで転倒し、足に重傷を負い長期療養を余儀なくされる。
アルスターGPの事故の影響で二輪ライダーを引退した後は、ホンダの若手ライダー養成組織「テクニカルスポーツ」のコーチ役を務め、生沢徹や長谷見昌弘、高武富久美、永松邦臣などを育てた。

### 四輪転向後
ホンダに在籍中の1964年、日産自動車のブルーバードで第2回日本グランプリに出場し、クラス優勝。
1965年、ホンダを離れ日産の開発部門のワークスチーム（いわゆる追浜ワークス）へ移籍して、本格的に4輪のレースへ転向。その際、ホンダの後輩である高橋国光と北野元も、田中に誘われる形で日産へ移籍している。またホンダ・テクニカルスポーツの教え子（弟子）だった長谷見昌弘も、田中の誘いで日産宣伝部のチーム（後のいわゆる大森ワークス）と契約した。
1968年に日産を離れフリーになりタキ・レーシングに所属。この際、弟子の長谷見昌弘も田中の勧めでタキに移籍している。
その後、自己チーム主宰にてレース活動を継続し、主に日本グランプリを始めとする国内レースで活躍。
1973年に、加齢による視力の衰えなどを自覚して現役を引退。ただし引退表明後も何度かスポット的にレースに出場している。
ドライバーを引退後はレース解説者に転身。テレビ中継や雑誌記事などで、辛口の批評を展開する。高橋国光、北野元、生沢徹、黒澤元治、長谷見昌弘など当時の主だったドライバーはほぼ全て後輩もしくは弟子筋であるため、歯に衣着せぬ本音を言えるのが田中ならではの魅力だった。1974年に発生し、風戸裕、鈴木誠一の二人のドライバーが落命した富士グランチャンピオンレースでの大事故も、関わったドライバーの過去からの心理的背景にまで踏み込んだ解析を行っている。辛口批評はレース主催者や、その上のレース統括団体にまで及び、ドライバーの権利や安全についての直言も多かった。
1980年代以降はテレビ解説に登場する機会も減り、埼玉県所沢市で板金業を営んでいたが、晩年は健康を害したため、妻の実家のある静岡県沼津市に移り静養していた。
2007年12月29日死去。2008年2月22日に高橋国光や北野元などを始めとする有志により「田中健二郎さんを偲ぶ会」が行われ、多数のレース関係者が参集した。

## 書籍
- 「走り屋一代」田中健二郎著（1969年、八重洲出版）